# Dino Meneghin
Dino Meneghin (ur. 18 stycznia 1950 w Alano di Piave) – włoski koszykarz wielokrotny mistrz Włoch oraz Euroligi, zdobywca wielu pucharów, multimedalista mistrzostw Europy, wicemistrz olimpijski z Moskwy, prezydent włoskiej federacji koszykarskiej.
W 1991 roku włoski magazyn Giganti del Basket uznał go za najlepszego zawodnika Europy w historii.
Jego syn Andrea był także znakomitym koszykarzem. Podobnie jak ojciec zdobył mistrzostwo Europy (1999), tytuł Zawodnika Roku Mr Europa (1999), mistrzostwo Włoch (1999), występując przez wiele lat w tym samym zespole – Pallacanestro Varèse.

## Osiągnięcia
Klubowe
- Mistrz:
  - Euroligi (1970, 1972–1973, 1975–1976, 1987–1988)[1]
  - Włoch (1969–1971, 1973–1974, 1977–1978, 1982, 1985–1987, 1989)[1]
- Zdobywca pucharu:
  - Koracia (1985)[1]
  - Saporty (1967, 1980)[1]
  - Interkontynentalnego FIBA (1967, 1970, 1973, 1987)
  - Włoch (1969–1971, 1973, 1986–1987)[1]
- Finalista:
  - mistrzostw Włoch
  - Pucharu Saporty (1984)
  - Euroligi (1971, 1974, 1977–1979, 1983)
- 5-krotny uczestnik Festiwali FIBA (1973–1975, 1978, 1980)

Reprezentacja
- Wicemistrz olimpijski (1980)[1]
- Mistrz Europy (1983)[1]
- dwukrotny brązowy medalista mistrzostw Europy (1971, 1975)[1]
- dwukrotny uczestnik mistrzostw świata (1970 – 4. miejsce, 1978 – 4. miejsce)[1]
- Uczestnik:
  - igrzysk olimpijskich (1972 – 4. miejsce, 1976, 1980, 1984 – 5. miejsce)[1]
  - mistrzostw Europy (1969 – 6. miejsce, 1971, 1973, 1975, 1977 – 4. miejsce, 1979 – 5. miejsce, 1981 – 5. miejsce, 1983)[1]

Indywidualne
- Lider strzelców finałów Euroligi (1974)
- dwukrotny laureat nagrody Mr Europa Player of the Year (1980, 1983)[3]
- Zawodnik Roku Euroscar (1983)[3]
- Wybrany do:
  - 50. najlepszych zawodników w historii rozgrywek FIBA (1991)
  - 50. największych osobowości w historii Euroligi (2008)[1]
  - Włoskiej Galerii Sław Koszykówki (2006)
  - Koszykarskiej Galerii Sław FIBA (2010)[4]
  - Koszykarskiej Galerii Sław im. Jamesa Naismitha (2003)[2]